# Château de Lympne
Le château de Lympne est un château médiéval situé dans le village de Lympne, Kent, au-dessus de Romney Marsh.
Après la Réforme, le château est parfois appelé Court Lodge. Le château de Lympne est une propriété classée Grade I, décrite comme un manoir fortifié.

## Histoire

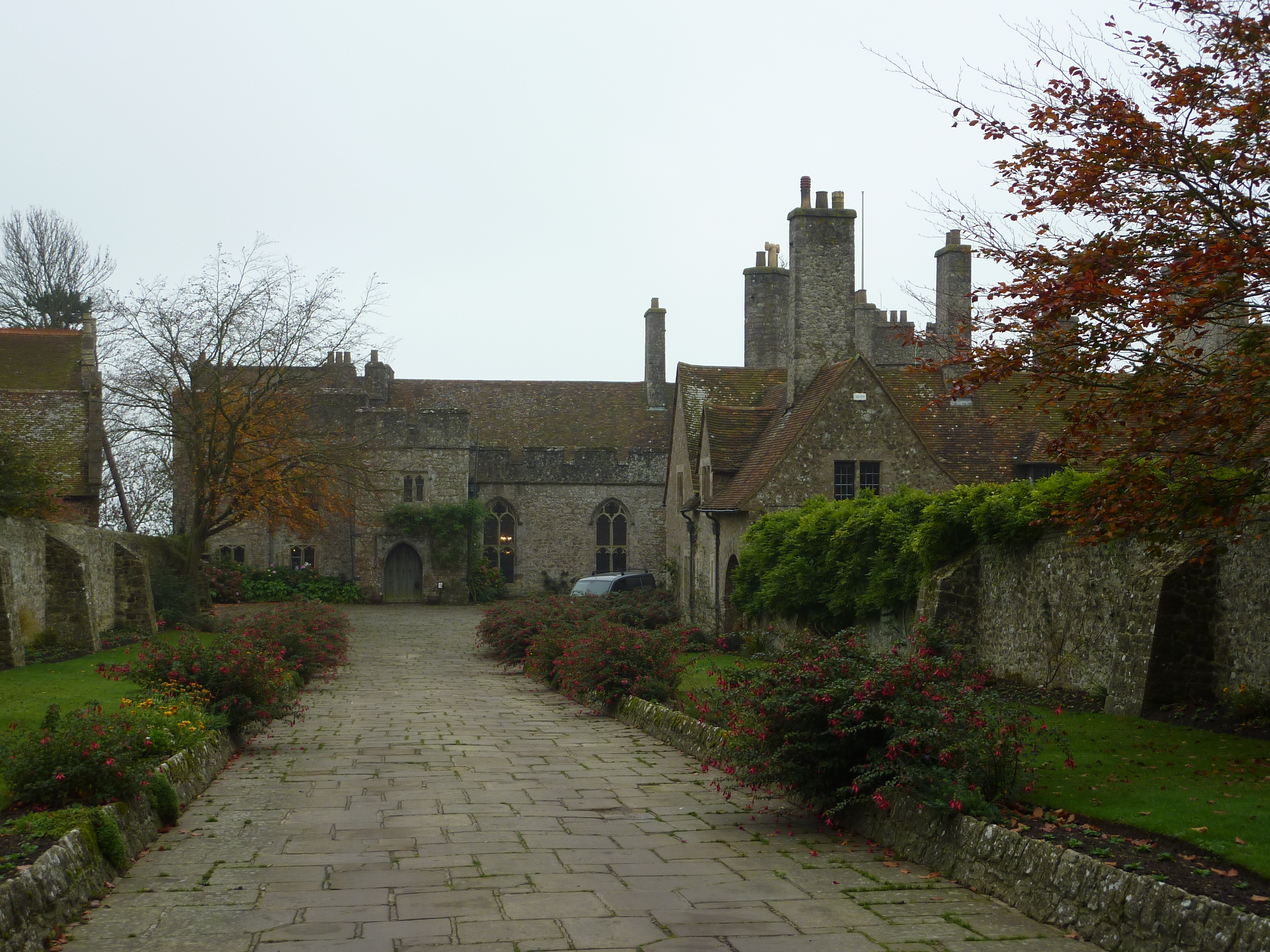
Château de Lympne en 2011.

Le château est construit à proximité de l'ancien fort romain Stutfall Castle, sur le site de l'abbaye de Lympne. Le premier château sur le site est érigé dans les années 1080 pour les archidiacres de Cantorbéry. Il est reconstruit dans les années 1360 et agrandi. Après ces travaux, la structure comprend une tour à chaque extrémité.
Des ajouts sont faits aux XVe et XIXe siècles. Le dernier ajout est réalisé par Robert Lorimer (en) qui travaille sur la propriété en 1907 et 1911-12.
Jusqu'en 1860, la propriété est la résidence de l'archidiacre de Cantorbéry. Il est ensuite utilisé comme ferme et est en mauvais état au début des années 1900. La propriété est achetée par FJ Tennant en 1906. La restauration des aspects médiévaux par Lormier est complétée par l'adjonction de l'aile ouest. L'aile est est ajoutée en 1918 pour Henry Beecham, alors propriétaire.
À la fin de la Seconde Guerre mondiale, le château est en mauvais état, car il était utilisé par l'armée et une série de restaurations et de modifications sont faites à partir de 1945.

## Utilisation moderne

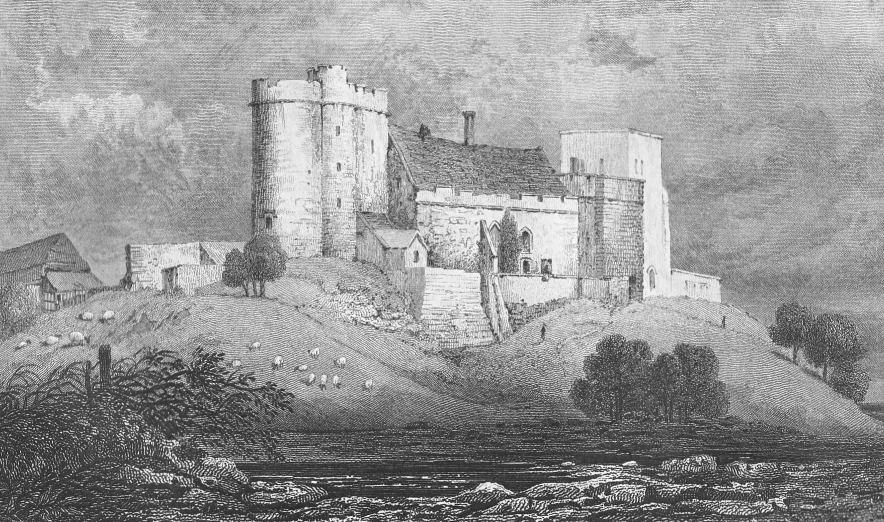
Château de Lympne tel qu'il apparaissait vers 1830. D'importantes rénovations et ajouts ont été effectués après la réalisation de cette vue

En septembre 1978, les Wings de Paul McCartney enregistrent des sessions au château de Lympne pour leur album de 1979 Back to the Egg.
Au moment où la propriété est mise en vente à l'été 2021, elle est décrite comme contenant des hébergements indépendants et un restaurant, en plus du château. Il est également utilisé pour des événements d'entreprise et des mariages. Le château n'est généralement pas ouvert au public. Le château est vendu en février 2023. Les nouveaux propriétaires ouvrent un lieu de mariage et d'événement,.